# Lista de vereadores de Volta Redonda
Esta é a lista de vereadores de Volta Redonda, município brasileiro do estado do Rio de Janeiro.
A Câmara Municipal de Volta Redonda é formada por vinte e um representantes. O prédio da Câmara chama-se Palácio Vereador Francisco Evangelista Delgado, em homenagem ao presidente da Câmara desta cidade.

## 17ª Legislatura (2021–2024)
Estes são os vereadores eleitos nas eleições de 15 de novembro de 2020, pelo período de 1° de janeiro de 2021 a 31 de dezembro de 2024:
| Mesa Diretora (2024)          |                       |                        |                              |
| Nome                          | Início do mandato     | Fim do mandato         | Cargo                        |
| Edson Carlos Quinto (PL)      | 1º de janeiro de 2024 | 31 de dezembro de 2024 | Presidente da Câmara         |
| Paulo César Lima Conrado (DC) | 1º de janeiro de 2024 | 31 de dezembro de 2024 | 1º Vice-presidente da Câmara |
| José Humberto A. Junior (PSD) | 1º de janeiro de 2024 | 31 de dezembro de 2024 | 2º Vice-presidente da Câmara |
| Washington Alves Uchôa (Rep.) | 1º de janeiro de 2024 | 31 de dezembro de 2024 | 1º Secretário                |
| Nilton Alves de Faria (DEM)   | 1º de janeiro de 2024 | 31 de dezembro de 2024 | 2º Secretário                |

| Mesa Diretora (2023)                   |                       |                        |                              |
| Nome                                   | Início do mandato     | Fim do mandato         | Cargo                        |
| Paulo César Lima Conrado (DC)          | 1º de janeiro de 2023 | 31 de dezembro de 2023 | Presidente da Câmara         |
| Rodrigo Cézar Furtado de Almeida (PSD) | 1º de janeiro de 2023 | 31 de dezembro de 2023 | 1º Vice-presidente da Câmara |
| Vair de Oliveira Moura (PSD)           | 1º de janeiro de 2023 | 31 de dezembro de 2023 | 2º Vice-presidente da Câmara |
| Francisco Novaes Filho (PP)            | 1º de janeiro de 2023 | 31 de dezembro de 2023 | 1º Secretário                |
| José Humberto Albertassi Junior (PSD)  | 1º de janeiro de 2023 | 31 de dezembro de 2023 | 2º Secretário                |

| Mesa Diretora (2022)                    |                       |                        |                              |
| Nome                                    | Início do mandato     | Fim do mandato         | Cargo                        |
| Welderson Sidney da S. Teixeira (PATRI) | 1º de janeiro de 2022 | 31 de dezembro de 2022 | Presidente da Câmara         |
| Luciano de Souza Portes (PSD)           | 1º de janeiro de 2022 | 31 de dezembro de 2022 | 1º Vice-presidente da Câmara |
| Fábio da Silva de Carvalho (PSC)        | 1º de janeiro de 2022 | 31 de dezembro de 2022 | 2º Vice-presidente da Câmara |
| Jari Simão de Oliveira Junior (PSB)     | 1º de janeiro de 2022 | 31 de dezembro de 2022 | 1º Secretário                |
| Washington Alves Uchôa (Rep.)           | 1º de janeiro de 2022 | 31 de dezembro de 2022 | 2º Secretário                |

| Mesa Diretora (2021)                    |                       |                        |                              |
| Nome                                    | Início do mandato     | Fim do mandato         | Cargo                        |
| Nilton Alves de Faria (DEM)             | 1º de janeiro de 2021 | 31 de dezembro de 2021 | Presidente da Câmara         |
| Edson Carlos Quinto (PL)                | 1º de janeiro de 2021 | 31 de dezembro de 2021 | 1º Vice-presidente da Câmara |
| Paulo César Lima Conrado (DC)           | 1º de janeiro de 2021 | 31 de dezembro de 2021 | 2º Vice-presidente da Câmara |
| Francisco Novaes Filho (PP)             | 1º de janeiro de 2021 | 31 de dezembro de 2021 | 1º Secretário                |
| Welderson Sidney da S. Teixeira (PATRI) | 1º de janeiro de 2021 | 31 de dezembro de 2021 | 2º Secretário                |

|    | Nome                                                                                 | Partido                                        | Votos | %    | Observações |
| -- | ------------------------------------------------------------------------------------ | ---------------------------------------------- | ----- | ---- | ----------- |
| 1  | Renan Teixeira e Cury (Volta Redonda, 03.07.1990–)                                   | Solidariedade (SD)                             | 3.124 | 2,07 | 1º mandato  |
| 2  | Jari Simão de Oliveira Junior (Volta Redonda, 18.05.1973–)                           | Partido Socialista Brasileiro (PSB)            | 3.109 | 2,06 | 2º mandato  |
| 3  | Luciano de Souza Portes, Luciano Mineirinho (Carangola, 09.05.1980–)                 | Partido Social Democrático (PSD)               | 2.554 | 1,69 | 2º mandato  |
| 4  | Fábio da Silva de Carvalho, Fábio Buchecha (Volta Redonda, 09.01.1975–)              | Partido Social Cristão (PSC)                   | 2.503 | 1,65 | 2º mandato  |
| 5  | Paulo César Lima Conrado (2023) (Volta Redonda, 01.06.1962–)                         | Democracia Cristã (DC)                         | 1.948 | 1,29 | 2º mandato  |
| 6  | Dr. Rodrigo Cezar Furtado de Almeida (Volta Redonda, 06.12.1978–)                    | Partido Social Cristão (PSC)                   | 1.904 | 1,26 | 2º mandato  |
| 7  | Edson Carlos Quinto (2024) (Pancas, 18.03.1966–)                                     | Partido Liberal (PL)                           | 1.895 | 1,25 | 2º mandato  |
| 8  | Antônio Régio Gonçalves Dias, Lela (Redenção, 09.11.1965–)                           | Partido Social Cristão (PSC)                   | 1.860 | 1,23 | 1º mandato  |
| 9  | Nilton Alves de Faria, Neném (2021) (Volta Redonda, 20.04.1966–)                     | Democratas (DEM)                               | 1.842 | 1,22 | 2º mandato  |
| 10 | Welderson Sidney da Silva Teixeira, Sidney Dinho (2022) (Volta Redonda, 21.03.1971–) | Patriota (PATRI)                               | 1.779 | 1,18 | 2º mandato  |
| 11 | José Humberto Albertassi Junior, Betinho Albertassi (Volta Redonda, 23.07.1981–)     | Partido Social Democrático (PSD)               | 1.725 | 1,14 | 1º mandato  |
| 12 | Vair de Oliveira Moura, Vair Duré (Volta Redonda, 03.01.1965–)                       | Partido Social Cristão (PSC)                   | 1.693 | 1,12 | 2º mandato  |
| 13 | Francisco Novaes Filho (Volta Redonda, 27.10.1961–)                                  | Progressistas (PP)                             | 1.682 | 1,11 | 2º mandato  |
| 14 | Vander Temponi (Volta Redonda, 09.10.1972–)                                          | Partido Trabalhista Brasileiro (PTB)           | 1.561 | 1,03 | 1º mandato  |
| 15 | Rodrigo de Ávila Mendes, Rodrigo Nós do Povo (Volta Redonda, 23.10.1984–)            | Partido Liberal (PL)                           | 1.551 | 1,03 | 1º mandato  |
| 16 | Pastor Washington Alves Uchôa (Rio de Janeiro, 02.10.1965–)                          | REPUBLICANOS                                   | 1.533 | 1,01 | 2º mandato  |
| 17 | Hálison Silva Vitorino (Volta Redonda, 22.08.1991–)                                  | Progressistas (PP)                             | 1.283 | 0,85 | 1º mandato  |
| 18 | Walmir Vitor de Souza (Volta Redonda, 27.08.1955–)                                   | Partido dos Trabalhadores (PT)                 | 1.220 | 0,81 | 1º mandato  |
| 19 | Jorge Alberto Felipe Cury, Jorginho Fuede (Volta Redonda, 25.06.1973–)               | Partido da Social Democracia Brasileira (PSDB) | 1.089 | 0,72 | 1º mandato  |
| 20 | José Onofre da Silva, Cacau da Padaria (Mutum, 01.05.1962–)                          | Partido da Mulher Brasileira (PMB)             | 992   | 0,66 | 1º mandato  |
| 21 | Paulo Roberto Costa Docca, Paulinho AP (Volta Redonda, 08.03.1989–)                  | Democratas (DEM)                               | 753   | 0,50 | 1º mandato  |

## 16ª Legislatura (2017–2020)
Estes são os vereadores eleitos nas eleições de 2 de outubro de 2016, pelo período de 1° de janeiro de 2017 a 31 de dezembro de 2020:
|    | Nome                                                                            | Partido                                            | Votos | %    | Observações |
| -- | ------------------------------------------------------------------------------- | -------------------------------------------------- | ----- | ---- | ----------- |
| 1  | Jari Simão de Oliveira Junior (Volta Redonda, 18.05.1973–)                      | Partido Socialista Brasileiro (PSB)                | 4.392 | 2,70 | 1º mandato  |
| 2  | Paulo César Lima Conrado (Volta Redonda, 01.06.1962–)                           | Partido Renovador Trabalhista Brasileiro (PRTB)    | 3.576 | 2,20 | 1º mandato  |
| 3  | Washington Tadeu Granato Costa (2018) (Rio Pomba, 25.04.1963–)                  | Partido Trabalhista Cristão (PTC)                  | 2.727 | 1,68 | 1º mandato  |
| 4  | Luciano de Souza Portes, Luciano Mineirinho (Divino, 09.05.1980–)               | Partido da República (PR)                          | 2.700 | 1,66 | 1º mandato  |
| 5  | Fábio da Silva de Carvalho, Fábio Buchecha (Volta Redonda, 09.01.1975–)         | Partido Trabalhista Brasileiro (PTB)               | 2.594 | 1,60 | 1º mandato  |
| 6  | Nilton Alves de Faria, Neném (2020) (Volta Redonda, 20.04.1966–)                | Partido Socialista Brasileiro (PSB)                | 2.565 | 1,58 | 1º mandato  |
| 7  | Paulo César Lima da Silva, Paulinho do Raio X (São João de Meriti, 27.05.1967–) | Partido do Movimento Democrático Brasileiro (PMDB) | 2.536 | 1,56 | 1º mandato  |
| 8  | Fernando Martins (Volta Redonda, 06.01.1965–)                                   | Partido do Movimento Democrático Brasileiro (PMDB) | 2.528 | 1,56 | 1º mandato  |
| 9  | Edson Carlos Quinto (2019) (Pancas, 18.03.1966–)                                | Partido da República (PR)                          | 2.310 | 1,42 | 1º mandato  |
| 10 | José Martins de Assis, Tigrão (Iúna, 03.06.1956–)                               | Partido do Movimento Democrático Brasileiro (PMDB) | 2.111 | 1,30 | 1º mandato  |
| 11 | Carlos Alberto de Sant Anna, Carlinhos Santana (Volta Redonda, 20.09.1961–)     | Solidariedade (SD)                                 | 1.998 | 1,23 | 1º mandato  |
| 12 | Welderson Sidney da Silva Teixeira, (Dinho) (2017) (Volta Redonda, 21.03.1971–) | Partido Ecológico Nacional (PEN)                   | 1.981 | 1,22 | 1º mandato  |
| 13 | Rosana Mota da Silva Bergone (Volta Redonda, 19.06.1962–)                       | Partido Renovador Trabalhista Brasileiro (PRTB)    | 1.911 | 1,18 | 1º mandato  |
| 14 | Laydson Carlos de Souza Cruz (Volta Redonda, 26.12.1977–)                       | Partido do Movimento Democrático Brasileiro (PMDB) | 1.811 | 1,12 | 1º mandato  |
| 15 | José Augusto de Miranda (Barra do Piraí, 21.12.1953–)                           | Partido Democrático Trabalhista (PDT)              | 1.789 | 1,10 | 1º mandato  |
| 16 | Francisco Novaes Filho (Volta Redonda, 27.10.1961–)                             | Partido Progressista (PP)                          | 1.703 | 1,05 | 1º mandato  |
| 17 | Maurício Pessoa Garcia Junior (Volta Redonda, 10.08.1959–)                      | Partido Social Cristão (PSC)                       | 1.662 | 1,02 | 1º mandato  |
| 18 | Pastor Washington Alves Uchôa (Rio de Janeiro, 02.10.1965–)                     | Partido Republicano Brasileiro (PRB)               | 1.492 | 0,92 | 1º mandato  |
| 19 | Vair de Oliveira Moura, Vair Duré (Valença, 03.01.1965–)                        | Partido Progressista (PP)                          | 1.420 | 0,87 | 1º mandato  |
| 20 | Dr. Rodrigo Cezar Furtado de Almeida (Volta Redonda, 06.12.1978–)               | Partido Trabalhista Cristão (PTC)                  | 1.022 | 0,63 | 1º mandato  |
| 21 | Isaac Bernardo de Araújo (Volta Redonda, 21.09.1961–)                           | Partido Ecológico Nacional (PEN)                   | 865   | 0,53 | 1º mandato  |

## Legenda
| Cor  | Significado          |
| Bege | Presidente da Câmara |
| Azul | Suplente             |